# 四川盆地

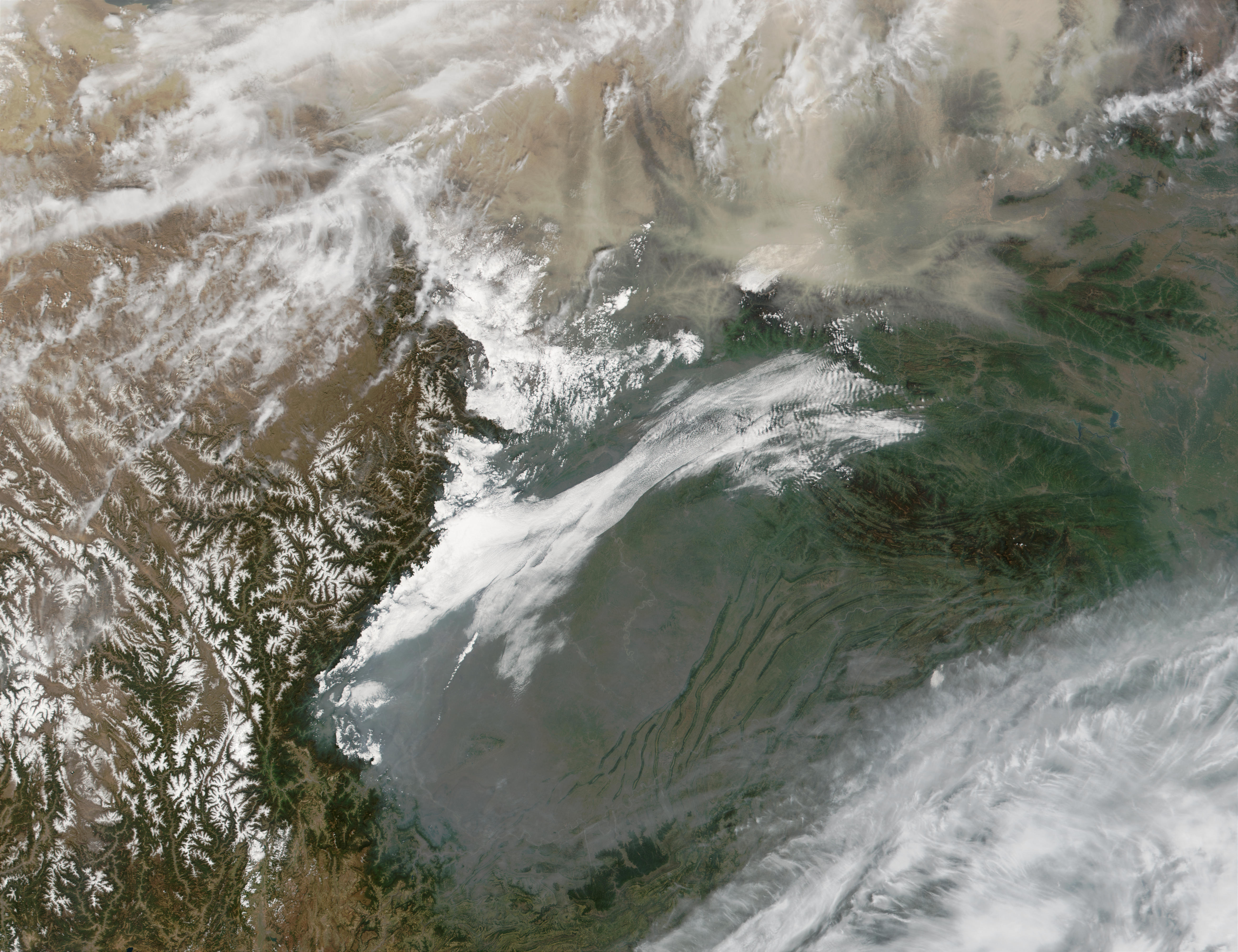
四川盆地的卫星图像

四川盆地（也被稱爲川渝盆地），位于亚洲大陆中南部，中国西南部四川省和重庆市境内，西邻青藏高原，是中國四大盆地之一。面积约16万平方公里，占四川省面积的33%。四川盆地西依青藏高原和横断山脉，北近秦岭，东接湘鄂西，南连云贵高原。 盆地北缘米仓山，南缘大娄山，东缘巫山，西缘邛崃山；西北边缘龙门山，东北边缘大巴山，西南边缘大凉山，东南边缘相望于武陵山。

## 地貌
四川盆地由连结的山脉环绕而成，海拔1～3
千米，东边是巫山，南边是大娄山、大凉山，西边是大雪山、邛崃山、岷山、北边是大巴山、米仓山。在地理上，四川盆地几乎是完全封闭的。排水系统方面，川水从长江巫峡流出，这也是四川唯一的排水通道。
盆地在古生代时相对隆起，印支运动转换为大型拗陷，喜马拉雅运动后发生褶皱隆起。盆地格局大致为菱形，广元、雅安、叙永、云阳为四顶点，东西两边稍长，南北两边略短。距今约1.4亿年前，是内陆湖盆；距今6.6千万年时，盆地边缘山地隆升，长江中上游水系开始沟通；盆地内湖水向东倾泻形成现在的地貌。
盆地边缘为环绕盆地的相连山脉，山势陡峻，发源边缘山地的河流多为“V”型的峽谷，岭谷高差大，地表崎岖，所以有“蜀道难，难于上青天”之说。山脊海拔多在2～3千米，少数超过4千米。地表广泛出露古生代的石灰岩，次为板岩、片岩、结晶灰岩、石英岩、砂泥岩和砾岩等。石灰岩区分布着石林、溶洞、暗河、槽谷等喀斯特地貌。巫山十二峰和金佛山主要由石灰岩发育而成；峨眉山由石灰岩、玄武岩、花岗岩等组成，青城山由砂泥岩、砾岩等组成。
盆地中央海拔多在250～700米，地势东南倾，盆地内河流都是由边缘山地汇聚到盆底的长江干流，形成向心状水系。大面积的中生代紫红色砂岩、泥岩覆盖地表，有“红层盆地”、“紫色盆地”之称，是中国中生代陆相红层分布集中地区。四川盆地为丘陵性盆地，除西北部为成都平原外，盆中以丘陵为主；盆东有系列平行岭谷。
长江的几大支流岷江、沱江、嘉陵江都在四川盆地内沿西北—东南方向注入长江。

## 气候
盆地属于亚热带季风气候，兼具海洋性气候特征。盆地闭塞，气温高于同纬度其它地区，最冷月均温5～8℃，霜雪少见。
夏季为6～9月，最热气温高达46℃以上，长江河谷近30℃，盆地东南部最高超过40℃，所以重庆被称为长江流域的“三大火炉”之一。盛夏高温常造成盆地东南部严重的干旱。盆地年均温16～18℃；盆地气温东南高西北低，盆底高边缘低。边缘山地气温具垂直分布特点，如峨眉山、金佛山海拔每升高100米，气温递减0.55℃、0.61℃。
盆地年降水量1000～1300毫米，边缘山地降水充沛，如乐山、雅安之间的西缘山地年降水量为1500～1800毫米，有“华西雨屏”之称；但冬干、春旱、夏涝、秋绵雨，70～75％的雨量集中于6～10月；最大日降水量可达300～500毫米；“巴山夜雨”自古闻名，夜雨占雨量的60～70％以上。盆地区雾大湿重，云低阴天多，峨眉山、金佛山是中国雾日最多、年相对湿度最高的地区。盆地年日照900～1300小时，为中国最低，所以有“蜀犬吠日”之说。

## 资源
四川盆地被蜀相诸葛亮赞其为「沃野千里」，是中国重要的粮食、油料和肉类生产基地；同时四川盆地也是中国最主要的天然气产区之一，在四川盆地西缘地下6000米左右埋藏着一片约138平方公里的大型酸性气田：川西气田。自川西气田在2018年被中国石化西南石油局发现后，截止至2020年11月，川西气田的累计探明储量达1140亿立方米。

### 矿产资源
盆地有煤、铁、天然气、石油、盐、芒硝、石膏、磷、铝、硫及铜、锰、金、石墨、汞等矿产， 天然气储量丰富，截至2017年底累计提交探明储量近3.5万亿立方米 。2022年10月18日，四川盆地發現頁岩氣儲量3878亿立方米。

### 植物资源
四川盆地中植物近万种，其中还包含许多特有种，如盆地边缘山地及盆东平行岭谷尚可见水杉、银杉、鹅掌楸、檫木、三尖杉、珙桐、水青树、连香树、领春木、金钱槭、蜡梅、杜仲、红豆杉、钟萼木、福建柏、穗花杉、崖柏、木瓜红等，在湿热河谷可见桫椤、乌毛蕨、华南紫萁、里白等古热带孑遗植物。
四川盆地的地带性植被是亚热带常绿阔叶林，海拔一般在1600~1800米以下，其代表树种有栲树、峨眉栲、刺果米槠、青冈、曼青冈、包石栎、华木荷、大包木荷、四川大头茶、桢楠、润楠等。其次有马尾松、杉木、柏木组成的亚热带针叶林及竹林。 边缘山地至下而上是常绿阔叶林、常绿阔叶与落叶阔叶混交林，寒温带山地针叶林，局部有亚高山灌丛草甸。

## 人文
四川盆地聚居着四川省、重庆市的绝大部分人口，主体族群为汉族巴蜀民系，是中国和世界上人口最稠密的地区之一，也是巴蜀文化的摇篮。
盆地内的主要城市有：成都、重庆、自贡、广安、南充、乐山、眉山、德阳、绵阳。